# Patty Pravo (1968)
Patty Pravo е дебютният албум на италианската певица Пати Право, издаден през 1968 година от музикалната компания ARC.

## Плочата
След издадени четири успешни сингъла на пазара излиза първата дългосвиреща плоча на Пати Право – дебютният ѝ албум, носещ нейното име.
В албума са включени:
- дебютната песен на певицата – Ragazzo triste (Тъжно момче) – кавър на Сони Боно, донесъл успех на английския поп дует Сони и Шер. Песента е преведена на италиански от Джани Бонкомпани, с когото Пати взема участие в телевизионното предаване Scala Reale на 12 ноември 1966.
- Qui e là (страна Б на сингъловата плоча Sto con te/Qui e là (Аз съм с теб/Тук и там), с която през 1967 година певицата участва на Partitissima и Cantagiro и която изпява в няколко филма.
- Se perdo te (Ако те загубя) – кавър на песента The Time Has Come на П. П. Арнолд през 1966, която Пати записва и издава през 1967; включена е в сингъловата плоча Se perdo te/Lettera a Gianni (Писмо за Джани) и преведена на италиански от Серджо Бардоти.
- най-големият успех на певицата – La bambola (Куклата) – песен, с която участва на Canzonissima през 1968 и непосредствено достигнала десет милиона продадени копия.

Албумът присъства в класацията на списанието Rolling Stone Italia за стоте най-добри плочи на всички времена на седемдесет и трето място.

## Песни

### Страна А
1. La bambola (Куклата) – 3:03 (Франко Милячи – Бруно Дзамбрини – Руджеро Чини)
2. Yesterday (Вчера) – 2:16 (Джон Ленън – Пол Макартни)
3. Five Foot Two Eyes of Blue – 1:30 (С. Люис – Дж. Йънг – Р. Хендерсън)
4. Se perdo te (Ако те загубя) – 2:54 (Серджо Бардоти – Пол Корда)
5. Se mi vuoi bene (Ако ме обичаш) – 2:15 (Касия – Дейвид – Бакарак)
6. Qui e là (Тук и там) – 2:26 (Аина Диверси – Тусен)

### Страна Б
1. Se c'è l'amore (Ако я има любовта) – 2:59 (Франко Малячи – Маколи – Маклийд)
2. Ci amiamo troppo (Много се обичаме) – 3:28 (Касия – Бари – Гринуич – Спектър)
3. Ragazzo triste (Тъжно момче) – 3:02 (Джани Бонкомпани – Сони Боно)
4. Io per lui (Аз за него) – 3:35 (Пейс – Крю – Гаудио)
5. Ol' Man River – 2:34 (Хамърстайн II – Кърн)

## Критика
Албумът се класира на четвърто място в класацията за най-продавани албуми за 1968 година.